# Lê Minh Hồng
Lê Minh Hồng (sinh 1949) là đại biểu Quốc hội Việt Nam khóa X. Ông thuộc đoàn đại biểu Ninh Bình.
Tên thường gọi: Lê Minh Hồng
Ngày sinh: 25/1/1949
Giới tính: Nam
Dân tộc: Kinh
Tôn giáo: Không
Quê quán: Xã Yên Mỹ, huyện Yên Mô, Ninh Bình
Trình độ chính trị: Cử nhân
Trình độ chuyên môn: Đại học Tổng hợp Lý
Nghề nghiệp, chức vụ: Giám đốc sở Giáo dục - Đào tạo, Phó Bí thư tỉnh uỷ, Chủ tịch UBND tỉnh Ninh Bình, Ủy viên Ủy ban Văn hóa, Giáo dục, Thanh niên, Thiếu niên và Nhi đồng của Quốc hội
Nơi làm việc: Ủy ban nhân dân tỉnh Ninh Bình
Nơi ứng cử: Ninh Bình
Đại biểu Quốc hội khoá: X
Đại biểu chuyên trách: Không
Đại biểu Hội đồng nhân dân: Không